# Montanhas Aras
As montanhas Aras (em turco: Aras Dağları), Haicarã Par (em armênio: Հայկական Պար, Haykaran Par), Aodal (Ահոդաղ, Ahodał), Alodal (Աղըոդաղ, Ałodał), Alerdal (Աղրդաղ, Ałrdał) ou Aleridal (Աղրիդաղ, Ałridał)  são uma cadeia de montanhas vulcânicas no nordeste da Turquia.

## História
As montanhas Aras formavam as fronteiras do Reino de Ericua com o Reino de Urartu nos tempos antigos. As travessias acima delas, por outro lado, foram os pontos de defesa mais importantes onde as fronteiras dos dois países são protegidas.

## Geomorfologia
As montanhas Aras são compostas de rochas sedimentares dobradas do Cretáceo Superior e Paleogeno, complicadas por intraerupções superbásicas e em alguns lugares cobertas por lavas andesíticas e basálticas do Plioceno-Antropogeno, que estão associadas a com falhas longitudinais formando a cordilheira. Entre os minerais úteis estão materiais de construção vulcânicos, como o sal-gema.

## Localização
As montanhas Aras estão situadas nas províncias de Are, Carse, Eder e Erzurum. Começam na fronteira de Erzurum, passam pelas fronteiras de Are e Carse e terminam no oeste do monte Ararate. Divide-se em três parções: a ocidental, um cinturão de alta altitude composto de rochas vulcânicas, que também é caracterizado por picos e cristas residuais de montanhas; a central, um maciço de fragmentos dobrados em forma de arco, relativamente baixo e altamente fragmentado; e a oriental, um cinturão vulcânico com cones extrusivos de alta montanha, com o lago Baleque e o rio Arum (Chucur) fluindo na base de suas encostas. A leste do monte Zor estão os pântanos de Doubaiazete. Nas regiões de estepe seca do sopé, o clima é moderadamente ameno, com temperaturas médias de cerca de -12°C em janeiro e 16°C em julho. Sua precipitação anual é de 350–500 milímetros, seus solos são cinzentos de estepe seca e sua vegetação é do tipo estepe.
As encostas do norte têm a maior largura na parte central (até 30–35 quilômetros), enquanto no oeste e leste não excedem 15 quilômetros. Têm forma de arco, com uma parte central convexa direcionada ao nordeste. Formam uma bacia hidrográfica entre os rios que deságuam nos mares Negro e Cáspio (Choruque e Aras) e na bacia do golfo Pérsico (Eufrates, Aras). Estendem-se de leste a oeste por cerca de 250 quilômetros e seu ponto mais alto é o monte Cosse (3 424 metros). Em decorrência de sua disposição, dividem a geografia por onde passam em duas na direção norte-sul. Por seu aspecto de barreira alta, a comunicação é realizada por meio de seus passos de montanha (Cuxal, Orgove, Zor, Dalibaba). No entanto, alguns deles (Ioschi, Albulal, Aruche, Sinaqui etc.) sobem mais alto e às vezes se tornam inacessíveis, quase indistinguíveis da altura dos picos.